# رودني ويليامز (كرة سلة)
رودني ويليامز (بالإنجليزية: Rodney Williams)‏ مواليد 23 يوليو 1991 في منيابولس، هو لاعب كرة سلة أمريكي. بدأ مسيرته الاحترافية في سنة 2013. يبلغ طوله 6 قدم 7 بوصة (2.0 م). لعب مع أوكلاهوما سيتي بلو وغرينزبورو سوورم.

## روابط خارجية
- رودني ويليامز على موقع كرة السلة الأوروبية.كوم (الإنجليزية)
- رودني ويليامز على موقع كلية كرة السلة في سبورتس رفرنس.كوم (الإنجليزية)
- رودني ويليامز على موقع ريلجم (الإنجليزية)
- رودني ويليامز على موقع بروبوليرز (الإنجليزية)
- رودني ويليامز على موقع سبورتس رفرنس (الإنجليزية)